# Bintauna jezik
Bintauna jezik (ISO 639-3: bne), jezik istoimenog muslimanskog naroda sa sjevernog Celebesa (Sulawesi Utara) u Indoneziji, Okolica Bintauna. 12 000 govornika (2004 SIL)
Pripada velikoj austronezijskoj porodici, a podklasificiran je gorontalskoj podskupini koju čini s još šest drugih jezika.

## Vanjske poveznice
- Ethnologue (14th)
- Ethnologue (15th)